# Mohamed Duaij Mahorfi
Mohamed Duaij Mahorfi (9 de maio de 1989) é um futebolista profissional bareinita que atua como defensor.

## Carreira
Mohamed Duaij Mahorfi representou a Seleção Bareinita de Futebol na Copa da Ásia de 2015.